# Dan Stevens
Daniel Jonathan „Dan” Stevens (London, 1982. október 10.–) angol színész.
Elsőként Matthew Crawley szerepében tűnt ki a Downton Abbey (2010–12) című kosztümös drámasorozatban. 2017 és 2019 között a Légió című szuperhős sorozat címszereplője volt.
Fontosabb filmjei közé tartozik az Éjszaka a múzeumban – A fáraó titka (2014), továbbá a 2017-ben bemutatott A szépség és a szörnyeteg, a Marshall – Állj ki az igazságért! és Az ember, aki feltalálta a karácsonyt. 2020-ban az Eurovíziós Dalfesztivál: A Fire Saga története című zenés filmvígjáték egyik főszereplője volt.

## Fiatalkora
Stevens-t születésekor örökbe fogadták szülei, akik mindketten tanárok voltak. Walesben és Délkelet-Angliában nőtt fel. Van egy biológiai öccse, Jason Andrew Stevens, aki 1984-ben született, és akit más szülők fogadtak örökbe.
Stevens ösztöndíjas volt a Tonbridge Schoolban, egy független kenti iskolában. Ott kezdett el érdeklődni a dráma iránt, miután meghallgatáson vett részt a Macbeth címszerepére tanárával, Jonathan Smith íróval. 15 éves korától a londoni Nemzeti Ifjúsági Színházban töltötte a nyarakat, ahol gyakorolt és fellépett.
Stevens angol irodalmat tanult a cambridge-i Emmanuel College-ban. Cambridge-ben Stefan Golaszewskivel, Tim Key-vel és Mark Watsonnal együtt a Footlights tagja volt, emellett a Marlowe Society-ben is aktívan tevékenykedett. Peter Hall rendező először a Marlowe Society Macbeth című előadásán figyelt fel rá, amelyben a címszereplőt játszotta Hall lánya, Rebecca Hall mellett.

## Magánélete
2009-ben Stevens feleségül vette a dél-afrikai jazz énekesnőt és énektanárt, Susie Hariet-et. Három gyerekük van: lányuk, Willow (2009-ben született), Eden (2016-ban született) és fiúk Aubrey (2012-ben született).
Rebecca Hall színésznő a keresztanyja a Willow lányuknak.

## Filmográfia

### Film
| Év   | Cím                                                                         | Eredeti cím                                                   | Szerep                       | Magyar hang            | Rendező               |
| ---- | --------------------------------------------------------------------------- | ------------------------------------------------------------- | ---------------------------- | ---------------------- | --------------------- |
| 2009 |                                                                             | Hilde                                                         | David Cameron                |                        | Kai Wessel            |
| 2012 | Vámpírcsajok                                                                | Vamps                                                         | Joey                         | Bozsó Péter            | Amy Heckerling        |
| 2012 | Vámpírcsajok                                                                | Vamps                                                         | Joey                         | Fehér Tibor            | Amy Heckerling        |
| 2013 | Nyár februárban                                                             | Summer in February                                            | Gilbert Evans                | Posta Victor           | Christopher Menaul    |
| 2013 | A WikiLeaks-botrány                                                         | The Fifth Estate                                              | Ian Katz                     | Welker Gábor           | Bill Condon           |
| 2014 |                                                                             | The Guest                                                     | David Collins                |                        | Adam Wingard          |
| 2014 | Sírok között                                                                | A Walk Among the Tombstones                                   | Kenny Kristo                 | Szatory Dávid          | Scott Frank           |
| 2014 | A cipőbűvölő                                                                | The Cobbler                                                   | Emiliano                     | Szatory Dávid          | Tom McCarthy          |
| 2014 | Éjszaka a múzeumban – A fáraó titka                                         | Night at the Museum: Secret of the Tomb                       | Sir Lancelot                 | Horváth Gergely        | Shawn Levy            |
| 2015 | Bűnös utakon                                                                | Criminal Activities                                           | Noah                         | Pálmai Szabolcs        | Jackie Earle Haley    |
| 2016 |                                                                             | The Ticket                                                    | James                        |                        | Ido Fluk              |
| 2016 | Norman: Egy New York-i szélhámos mérsékelt felemelkedése és tragikus bukása | Norman: The Moderate Rise and Tragic Fall of a New York Fixer | Bill Kavish                  | Szatory Dávid          | Joseph Cedar          |
| 2016 | A kolosszus                                                                 | Colossal                                                      | Tim                          | Szabó Máté             | Nacho Vigalondo       |
| 2017 | A szépség és a szörnyeteg                                                   | Beauty and the Beast                                          | Szörnyeteg / Adam Herceg     | Pál Tamás              | Bill Condon (2)       |
| 2017 | Megcsalási engedély                                                         | Permission                                                    | Will                         | Horváth Gergely        | Brian Crano           |
| 2017 |                                                                             | Kill Switch                                                   | Will Porter                  |                        | Tim Smit              |
| 2017 | Marshall – Állj ki az igazságért!                                           | Marshall                                                      | Lorin Willis                 | Szatory Dávid          | Reginald Hudlin       |
| 2017 | Az ember, aki feltalálta a karácsonyt                                       | The Man Who Invented Christmas                                | Charles Dickens              | Szatory Dávid          | Bharat Nalluri        |
| 2018 |                                                                             | Her Smell                                                     | Danny Something              |                        | Alex Ross Perry       |
| 2018 | Apostol                                                                     | Apostle                                                       | Thomas Richardson            |                        | Gareth Evans          |
| 2019 | Lucy az égben                                                               | Lucy in the Sky                                               | Drew Cola                    | Szatory Dávid[forrás?] | Noah Hawley           |
| 2020 | A vadon hívó szava                                                          | The Call of the Wild                                          | Hal                          | Simon Kornél           | Chris Sanders         |
| 2020 | A titkok háza                                                               | The Rental                                                    | Charlie                      | Szatory Dávid          | Dave Franco           |
| 2020 | Eurovíziós Dalfesztivál: A Fire Saga története                              | Eurovision Song Contest: The Story of Fire Saga               | Alexander Lemtov             | Makranczi Zalán        | David Dobkin          |
| 2020 | Kísért a feleségem                                                          | Blithe Spirit                                                 | Charles Condomine            | Zámbori Soma           | Edward Hall           |
| 2021 |                                                                             | Earwig and the Witch                                          | Thomas (hangja)              |                        | Mijazaki Goró         |
| 2021 | Én vagyok a te embered                                                      | I'm Your Man                                                  | Tom                          |                        | Maria Schrader        |
| 2022 | A tengeri fenevad                                                           | The Sea Beast                                                 | Hornagold admirális (hangja) | Dévai Balázs           | Chris Williams        |
| 2023 | A fiú és a szürke gém                                                       | The Boy and the Heron                                         | Papagáj (angol hangja)       |                        | Mijazaki Hajao        |
| 2024 |                                                                             | Cuckoo                                                        | Mr. König                    |                        | Tilman Singer         |
| 2024 | Godzilla x Kong: Az új birodalom                                            | Godzilla x Kong: The New Empire                               | Trapper                      | Bozsó Péter            | Adam Wingard (2)      |
| 2024 | Abigail                                                                     | Abigail                                                       | Frank                        | Szatory Dávid          | Matt Bettinelli-Olpin |
| 2025 | A végső rítus                                                               | The Ritual                                                    | Joseph Steiger atya          | Bozsó Péter            | David Midell          |

### Televízió
| Év        | Magyar cím                         | Eredeti cím                                 | Szerep                                | Megjegyzések                                          |
| --------- | ---------------------------------- | ------------------------------------------- | ------------------------------------- | ----------------------------------------------------- |
| 2004      | Frankenstein                       | Frankenstein                                | Henry Clerval                         | 2 epizód                                              |
| 2006      | A szépség vonala                   | The Line of Beauty                          | Nick Guest                            | 3 epizód                                              |
| 2006      | Drakula                            | Dracula                                     | Lord Arthur Holmwood                  | - tévéfilm - magyar hangja: - Seder Gábor             |
| 2007      | Maxwell                            | Maxwell                                     | Basil Brookes                         | - tévéfilm - magyar hangja: - Mesterházy Gyula        |
| 2007      | Agatha Christie: Marple            | Agatha Christie's Marple                    | Michael Faber                         | - 1 epizód (Nemezis) - magyar hangja: - Balázs Zoltán |
| 2008      | Értelem és érzelem                 | Sense and Sensibility                       | Edward Ferrars                        | 3 epizód                                              |
| 2009      | A csavar fordul egyet              | The Turn of the Screw                       | Dr. Fisher                            | - tévéfilm - magyar hangja: - Tokaji Csaba            |
| 2010      | A sziget                           | To Nisi                                     | Ed                                    | 1 epizód                                              |
| 2010–2012 | Downton Abbey                      | Downton Abbey                               | Matthew Crawley                       | - 25 epizód - magyar hangja: - Posta Victor           |
| 2012      |                                    | Planet Earth                                | narrátor (hangja)                     | dokumentumfilm                                        |
| 2012      | Forget Me Not                      |                                             | narrátor (hangja)                     | dokumentumfilm                                        |
| 2013      | A kiválasztottak                   | The Tomorrow People                         | TIM (hangja)                          | - 3 epizód - stáblistán nem szerepel                  |
| 2014      |                                    | Once Upon a Time: Wicked Is Coming          | narrátor (hangja)                     | különkiadás                                           |
| 2014–2017 | A kenderfutár                      | High Maintenance                            | Colin                                 | 3 epizód                                              |
| 2015–2016 |                                    | SuperMansion                                | Bunsen (hangja)                       | 2 epizód                                              |
| 2017–2019 | Légió                              | Legion                                      | David Haller / Légió                  | - 27 epizód - magyar hangja: - Zámbori Soma           |
| 2018      |                                    | I Love You, America with Sarah Silverman    | James A. Garfield                     | 1 epizód                                              |
| 2020      | Kipo és a csodálatos szörnyek kora | Kipo and the Age of Wonderbeasts            | Scarlemagne / Hugo Oak (hangja)       | 20 epizód                                             |
| 2021      | Egyedül és együtt                  | Solos                                       | Otto                                  | antológiasorozat                                      |
| 2021      |                                    | The Prince                                  | Károly herceg / Fülöp herceg (hangja) | 12 epizód                                             |
| 2022      | Gaslit – A Watergate-botrány       | Gaslit                                      | John Dean                             | 8 epizód                                              |
| 2022      |                                    | Central Park                                | Bitsy apja (hangja)                   | 2 epizód                                              |
| 2022      | Love, Death & Robots               | Love, Death & Robots                        | Nigel (hangja)                        | - 1 epizód - magyar hangja: - Csőre Gábor             |
| 2022      | Love, Death & Robots               | Love, Death & Robots                        | technikus (hangja)                    | - 1 epizód - magyar hangja: - Kis Horváth Zoltán      |
| 2022      | Guillermo del Toro: Rémségek tára  | Guillermo del Toro's Cabinet of Curiosities | Alo Glo férfi                         | - 1 epizód - magyar hangja: - Széles Tamás            |
| 2022      | Isten hozott a Chippendalesben     | Welcome to Chippendales                     | Paul Snider                           | 1 epizód                                              |
| 2023–     | Vigyázz, ufók!                     | Solar Opposites                             | Korvo (hangja)                        | - főszereplő - magyar hangja: - Seder Gábor           |

## Díjak és jelölések
Downton Abbey
- Screen Actors Guild-díj a legjobb szereplőgárdának (drámasorozat)
  - megnyert díj (2013)
  - jelölve (2014)
- Monte-Carlo Television Festival – legjobb színész drámasorozatban – jelölve
- Huading-díj – legjobb globális színészi alakításért televíziós sorozatban – jelölve

## Fordítás
- Ez a szócikk részben vagy egészben  a   Dan Stevens című angol Wikipédia-szócikk fordításán alapul.  Az eredeti cikk szerkesztőit annak laptörténete sorolja fel. Ez a jelzés csupán a megfogalmazás eredetét és a szerzői jogokat jelzi, nem szolgál a cikkben szereplő információk forrásmegjelöléseként.